# Плотниекс, Янис
Янис Плотниекс (латыш. Jānis Plotnieks; 24 марта 1932, Гружупес, ныне Яунгулбенская волость — 8 января 2003, Рига) — латышский советский поэт, прозаик, сценарист и переводчик.
Окончил гимназию в Гулбене (1952) и отделение латышского языка и литературы Латвийского университета (1957). Работал редактором в еженедельнике Literatūra un Māksla (с латыш. — «Литература и искусство»; 1959—1965), в издательстве «Лиесма» (1969—1971), в журнале для детей «Зилите» (1983—1992).
Дебютировал в печати в 1951 году, опубликовав в газете Padomju Jaunatne (с латыш. — «Советская молодёжь») стихотворение «С Педедзе придёт свет» (латыш. No Pededzes nāks gaisma), посвящённое строительству гидроэлектростанции в Литене. В 1958—1985 гг. выпустил девять книг стихов, шесть сборников рассказов, четыре книги очерков, три книги стихов и прозы для детей, роман «Старый дуб» (латыш. Ozolu vecis; 1980) — биографию латышского красного стрелка с 1930-х гг. до времени выхода книги. В переводе Плотниекса опубликованы по-латышски роман Майю Лассила «За спичками» (1959), сборники стихов Максима Танка (1960, 1981), Андрея Малышко (1963), Валерия Брюсова (1973); переводил также рассказы Алексея Толстого, стихи Михая Эминеску, в переводе Плотниекса опубликованы стихи в романе Халлдора Лакснесса «Свет мира». По сценариям Плотникеса сняты кинофильмы режиссёра Ады Неретниеце «Утро долгого дня» (1968) и «Республика Вороньей улицы» (1970).